# 스피드플라잉과 스피드라이딩

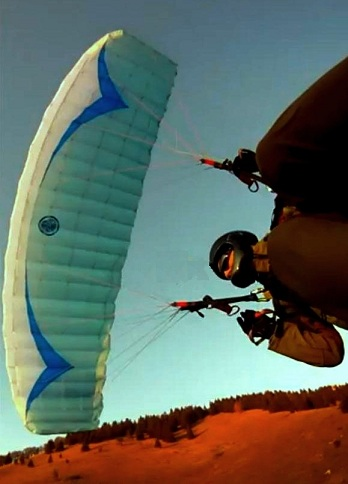

스피드플라잉과 스피드라이딩(speed flying and speed riding)은 작고 고성능의 비강체 날개를 사용해 산과 같은 높은 곳을 빠르게 하강하는 패러글라이딩에 가까운 고급 종목이다. 스피드 비행과 스피드 라이딩은 매우 유사한 스포츠이다. 스피드플라잉은 스피드 윙을 발로 발사하는 것이고, 스피드라이딩은 스키를 타고 하는 겨울 스포츠이다.